# Neelam Matadin
Neelam Matadin (Paramaribo, 7 januari 1997) is een Surinaams zangeres in de muziekstijl hindipop. Ze zingt voor de band Freestyle en solo.

## Biografie
Neelam Matadin werd door haar vader geïnspireerd om muzikaal actief te worden. Ze begon rond haar tiende met muziekles bij het Indiaas Cultureel Centrum (ICC) en deed haar eerste zangervaring op haar elfde op met Kries Ramkhelawan, een populaire Surinaamse zanger in de stijlen chutney en baithak gana. Grote voorbeelden zijn voor haar de Indiase zangeressen Lata Mangeshkar en Shreya Ghoshal. Ze maakt deel uit van de groep Freestyle en zingt daarnaast solo. In de loop van de jaren bouwde ze bekendheid op onder de Hindoestaanse gemeenschap.
Haar duet Pyaar huwa met Remy Wolfrine (eveneens Freestyle-lid) werd door SCCN-radio uitgeroepen tot het meest populaire lied van 2015. De single stond vijf weken op nummer 1 en maakte daarna plaats voor Ghost die eveneens van haar afkomstig was in samenwerking met Melodiciouz en Gyora. 2015 was ook in andere opzichten succesvol voor haar, met een optreden in Guyana en samen met anderen  in Nederland en India. In 2018 nam ze deel aan het Know India Programme (KIP) en gaf ze een optreden tijdens het bezoek van de Indiase minister Babul Supriyo voor Industrie en Staatsondernemingen.
In 2020 bracht ze samen met de Trinidadiaanse zanger KI Persad Basuriya uit. De begeleidende videoclip werd binnen een jaar meer dan een miljoen maal bekeken. Tijdens de coronaperiode bracht ze verschillende nummers uit en trad ze verschillende malen virtueel op, zoals in Lockdown Party's, van The Boss Promotions & KRS Royal.